# Московский сельский округ (Московская область)
Московский сельский округ — упразднённая административно-территориальная единица, существовавшая на территории Ленинского района Московской области в 1994—2006 годах.
Московский сельсовет был образован 6 декабря 1983 года в составе Ленинского района Московской области. В сельсовет вошли селения Говорово, Дудкино, Румянцево и Саларьево упразднённого Терешковского с/с, а также переданные из Филимонковского с/с селения Валуево, Картмазово, Лапшинка, Мешково, Московский, Передельцы, Валуевский лесопарк, хладокомбинат и посёлок института полиомиелита.
5 марта 1987 года в Московском с/с было упразднено селение Передельцы.
3 февраля 1994 года Московский с/с был преобразован в Московский сельский округ.
23 ноября 1994 года в Московском с/о был упразднён посёлок подсобного хозяйства Мосхладокомбината.
1 ноября 2004 года центр Московского с/о посёлок Московский получил статус города районного подчинения.
В ходе муниципальной реформы 2004—2005 годов Московский сельский округ прекратил своё существование как муниципальная единица. При этом деревня Дудкино была передана в сельское поселение «Мосрентген», а остальные населённые пункты — в городское поселение Московский.
29 ноября 2006 года Московский сельский округ исключён из учётных данных административно-территориальных и территориальных единиц Московской области.